# ريتشي مكوسكر
ريتشي مكوسكر (بالإنجليزية: Richie McCusker)‏ هو لاعب كرة قدم بريطاني في مركز الوسط، ولد في 24 أغسطس 1970 في غلاسكو في المملكة المتحدة. لعب مع نادي كلايد.

## وصلات خارجية
- ريتشي مكوسكر على موقع Soccerbase.com (لاعب) (الإنجليزية)